# Waldenburg (Baden-Württemberg)
Waldenburg (Baden-Württemberg) é uma cidade da Alemanha, no distrito de Hohenlohekreis, na região administrativa de Estugarda, estado de Baden-Württemberg.